# Nữ sinh (phim truyền hình)
Nữ sinh là một bộ phim truyền hình được thực hiện bởi Hãng phim Truyền hình Thành phố Hồ Chí Minh, Đài Truyền hình Thành phố Hồ Chí Minh do Xuân Phước làm đạo diễn. Phim được chuyển thể từ bộ ba tiểu thuyết Nữ sinh, Buổi chiều Windows và Bồ câu không đưa thư của nhà văn Nguyễn Nhật Ánh. Phim phát sóng vào lúc 18h00 Chủ Nhật đến thứ 3 hàng tuần, bắt đầu từ ngày 22 tháng 7 năm 2008 và kết thúc vào ngày 9 tháng 8 năm 2008 trên kênh HTV9.

## Nội dung
Dựa trên loạt tác phẩm của Nguyễn Nhật Ánh, Nữ sinh theo chân câu chuyện học đường với Xuyến (Thu Thảo), Thục (Minh Phương), Cúc Hương (Ngọc Ánh). Họ là những người bạn cấp ba thân thiết, cùng chia sẻ với nhau từng kỷ niệm vui và đáng nhớ. Hoàng Gia (Quang Vinh) – một giáo viên mới ra trường – đã nhận bổ nhiệm về trường Marie Curie dạy môn văn, đồng thời làm chủ nhiệm lớp 11C. Trước khi đi dạy chính thức, thầy Gia thường ngồi ở cà phê Cây Sứ gần trường. Điều này vô tình thu hút sự chú ý của Xuyến – Thục – Cúc Hương. Họ thường xuyên đến chọc ghẹo anh và rồi cũng trở nên thân thiết. Sau một thời gian làm quen, Hoàng Gia bỗng nhiên biến mất khiến cả ba tò mò tìm hiểu. Họ đã phát hiện ra chàng trai tại quán cà phê kia chính là giáo viên sắp về trường mình dạy...

## Diễn viên
- Quang Vinh trong vai Hoàng Gia[6]
- Thu Thảo trong vai Xuyến
- Minh Phương trong vai Thục[7]
- Vũ Ngọc Ánh trong vai Cúc Hương
- Sỹ Đạt trong vai Hùng "chĩa"
- Trần Anh Hiếu trong vai Hoàng Hòa[3]
- Công Ninh trong vai Ba Hưng[5]
- Thiên Bảo trong vai Giám đốc Văn[5]
- Ngọc Xuân trong vai Kim Khánh[5]
- Thái Quốc Nguyên trong vai Hoàng Anh[5]
- Phùng Ngọc Huy trong vai Phán Củi[5]
- Nam Cường trong vai Sơn

Cùng các sinh viên tại trường Cao đẳng Sân khấu – Điện ảnh Thành phố Hồ Chí Minh.

## Ca khúc trong phim
Bài hát trong phim là ca khúc "Nữ sinh", do nhạc sĩ Lê Quốc Dũng sáng tác và Quang Vinh, Bảo Thy thể hiện.

## Sản xuất
Đạo diễn Xuân Phước là người cầm trịch vai trò đạo diễn cho bộ phim. Phần kịch bản – chuyển thể từ các truyện của Nguyễn Nhật Ánh – được viết bởi Quốc Hưng với độ dài 10 tập. Chia sẻ về việc chuyển thể tiểu thuyết lên màn ảnh, Xuân Phước cho biết phim đã thay đổi khá nhiều ở các tập sau (dựa trên Buổi chiều Windows) để phù hợp với thời cuộc, bởi "Thời trước, các bạn trẻ còn ít biết đến máy tính, nhưng nay thì chuyện viết blog, mạng... là rất bình thường".
Trong quá trình tìm diễn viên cho tác phẩm, Xuân Phước đã nhắm chọn ca sĩ Quang Vinh làm một trong những diễn viên chính bởi độ phủ sóng của anh với lớp khán giả trẻ. Đây là vai diễn đầu tiên trong sự nghiệp diễn xuất của Quang Vinh. Để tham gia vào đoàn phim, anh quyết định tạm gác các hoạt động âm nhạc của mình và chuyên tâm vào vai diễn, bất chấp số tiền cát-xê ít ỏi. Các diễn viên chính khác còn bao gồm Thu Thảo, Minh Phương và Vũ Ngọc Ánh. Phim khởi quay từ tháng 2 năm 2008 tại trường Trung học phổ thông Marie Curie, sau đó lên sóng HTV9 vào tháng 7 cùng năm.

## Đón nhận
Thời điểm lên sóng, bộ phim đã nhận về những phản ứng trái chiều từ người xem, đặc biệt là các độc giả trung thành với nguyên tác của Nguyễn Nhật Ánh. Ở mặt tích cực, tác phẩm được nhận xét là một bộ phim "sạch sẽ, dễ xem"; có dàn diễn viên teen tự nhiên, nhí nhảnh. Dù vậy, kinh nghiệm diễn xuất của ba diễn viên chính Nữ sinh bị nhận xét còn non tay, chưa lột tả hết tính cách nhân vật trong truyện. Nhiều tình tiết bị thay đổi, làm mất đi tinh thần của loạt tiểu thuyết gốc cũng gây nên phản ứng bất bình từ một bộ phận khán giả.